# Konai Helu Thaman
Konai Helu Thaman (sinh năm 1946) là một nhà thơ (nhà giáo dục) và học thuật từ Tonga.

## Tiểu sử
Thaman sinh ra ở Nukuʻalofa, Tonga, vào năm 1946. Lớn lên, cô theo học tại Trường tiểu học Wesleyan miễn phí, Trường trung học Tonga và Trường ngữ pháp nữ Epsom ở Auckland, New Zealand. Năm 1972, cô gặp người chồng Randy Thaman và cùng anh đến Hoa Kỳ nơi cô thực hiện giáo dục sau đại học. Cô đã nhận bằng Cử nhân Địa lý (Đại học Auckland); Văn bằng giảng dạy (Cao đẳng Sư phạm Auckland); Thạc sĩ Giáo dục Quốc tế (Đại học California, Santa Barbara) và bằng Tiến sĩ Giáo dục (Đại học Nam Thái Bình Dương).

## Nghề nghiệp
Từ năm 1969 đến năm 1972 Thaman là một giáo viên ở Tonga. Cô đã làm việc tại Đại học Nam Thái Bình Dương từ năm 1974 và hiện đang giữ một Chủ tịch cá nhân về Giáo dục và Văn hóa Thái Bình Dương, một vị trí mà cô đã nắm giữ kể từ khi thành lập vào năm 1998. Cô cũng đã từng giữ các vị trí quản lý tại trường đại học. bao gồm Giám đốc của Viện Giáo dục, Hiệu trưởng Trường Nhân văn, và Phó hiệu trưởng của trường này.
Là một nhà nghiên cứu học thuật, Thaman đã xuất bản rộng rãi nhiều cuốn sách, tập trung vào giáo dục (bao gồm giáo dục bản địa và giáo viên), phát triển chương trình giảng dạy và phát triển bền vững (tập trung vào bối cảnh Thái Bình Dương).
Thaman đã giữ một số vị trí với UNESCO. Giữa năm 19982002006, cô là Chủ tịch UNESCO về Giáo dục và Văn hóa Giáo viên. Cô hiện là thành viên của Chương trình đổi mới giáo dục phát triển châu Á-Thái Bình Dương và là thành viên của Ủy ban chuyên gia về việc áp dụng khuyến nghị liên quan đến tình trạng của giáo viên.

### Tác phẩm đã xuất bản
Các tác phẩm của Thaman đã được sử dụng trong giáo dục tiểu học và trung học trên khắp khu vực Thái Bình Dương. Các tập thơ của cô bao gồm:
- Bài hát của tình yêu (Ấn phẩm Mana, 1999)
- Kakala (Ấn phẩm Mana, 1993)
- Hingano (Ấn phẩm Mana, 1987)
- Langakali (Ấn phẩm Mana, 1981)
- Bạn là sự lựa chọn của bố mẹ tôi (Mana Publications, 1974)

Những bài thơ của cô đã được dịch sang nhiều ngôn ngữ, bao gồm tiếng Đức bởi Renate von Gizyckia, trong bộ sưu tập các bài thơ có tựa đề Inelfeuer (Reihe Literatur des Pazifik, 1986). Những bài thơ của cô cũng nằm trong một số tuyển tập bao gồm Lửa trên biển: Một tuyển tập thơ  và Nghệ thuật và Nuanua: Viết bằng tiếng Anh từ năm 1980.